# USS Anchorage (LPD-23)
La USS Anchorage (LPD-23) è una nave da trasporto anfibio di classe San Antonio ed è la seconda nave della Marina degli Stati Uniti ad essere omonima della città statunitense di Anchorage, in Alaska.

## Costruzione
La USS Anchorage è stata impostata il 24 settembre 2007, presso il cantiere navale di Avondale vicino a New Orleans, in Louisiana, allora di proprietà di Northrop Grumman Ship Systems.  La nave è stata varata il 12 febbraio 2011 e la madrina della nave fu la signora Annette Conway, moglie di James T. Conway, ex comandante del Corpo dei Marines. È stata battezzata due mesi dopo, il 14 maggio, è stata la prima nave battezzata da Huntington Ingalls Industries da quando Northrop Grumman ha scorporato le sue divisioni di costruzione navale come società separata. La nave è stata formalmente consegnata e accettata dalla Marina degli Stati Uniti il 17 settembre 2012 ed è entrata in servizio il 4 maggio 2013, nella sua omonima città.